# Saúl Craviotto
Saúl Craviotto Rivero (* 3. November 1984 in Lleida) ist ein spanischer Kanute und Polizeibeamter, spezialisiert auf Kajak-Disziplinen. Er ist zweifacher Olympiasieger (Peking 2008 und Rio de Janeiro 2016), vierfacher Weltmeister und dreifacher Europameister.
Er nahm an fünf Olympischen Sommerspielen teil und gewann insgesamt sechs Medaillen: Gold in Peking 2008, Silber in London 2012, Gold und Bronze in Rio de Janeiro 2016, Silber in Tokio 2020 und Bronze in Paris 2024. Bei der Eröffnungsfeier der Olympischen Spiele in Tokio 2020 war er gemeinsam mit der Schwimmerin Mireia Belmonte Fahnenträger der spanischen Delegation.
Bei den Kanu-Weltmeisterschaften gewann er zwischen 2007 und 2022 insgesamt elf Medaillen, bei den Europameisterschaften im Kanurennsport sechs Medaillen zwischen 2008 und 2018.

## Karriere
Seine größten Erfolge erreichte er im Zweier-Kajak. Bei den Olympischen Sommerspielen 2008 siegte er über 500 Meter zusammen mit Carlos Pérez. Bei den Olympischen Sommerspielen 2016 siegte er über 200 Meter zusammen mit Cristian Toro. 2012 holte er in London die Silbermedaille über die 200 Meter im K1, 2016 gewann er in dieser Disziplin die Bronzemedaille zeitgleich mit seinem langjährigen deutschen Konkurrenten und Freund Ronald Rauhe. Bei den ebenfalls 2021 ausgetragenen Olympischen Spielen in Tokio gewann Craviotto im Vierer-Kajak über 500 Meter mit Marcus Walz, Carlos Arévalo und Rodrigo Germade die Silbermedaille. Die Olympischen Spiele 2024 in Paris waren die fünften Spiele in Folge, bei denen Craviotto mindestens eine Medaille gewann: Im Vierer-Kajak über 500 Meter holte er erneut mit Walz, Arévalo und Germade mit Bronze eine Medaille.
Während der Eröffnungsfeier der Olympischen Sommerspiele 2020 war er, gemeinsam mit der Schwimmerin Mireia Belmonte, der Fahnenträger seiner Nation.
Bei Weltmeisterschaften siegte Craviotto bisher viermal: 2009 gewann er in Dartmouth Gold in der 4-mal-200-Meter-Staffel im Einer-Kajak (zusammen mit Francisco Llera, Carlos Pérez und Ekaitz Saies). Den gleichen Erfolg wiederholte er ein Jahr später in Posen (mit Pablo Andres anstelle von Saies) und auch 2011. 2022 wurde Craviotto in Dartmouth im Vierer-Kajak über 500 Meter Weltmeister.
Bei den Mittelmeerspielen 2013 gewann er im Zweier-Kajak über 200 Meter zusammen mit Carlos Pérez. Im Einer-Kajak über die gleiche Distanz wurde er Dritter.